# マトラ・MS120
マトラ・MS120 (Matra MS120) は、マトラが製作した最後のフォーミュラ1カー。1970年から1972年までF1世界選手権に投入された。

## 開発
MS120は後にMS120B、MS120C、MS120Dと発展した。開発はジェラール・ドゥカルージュとベルナール・ボイヤーの指揮の下、パリ南西部のヴェリジー＝ヴィラクブレーにあるマトラの拠点で行われた。
シムカとの契約後、1970年にマトラはティレルに対しコスワースではなくマトラ製V12エンジンの使用を依頼した。ジャッキー・スチュワートはマトラV12をテストしたが、ティレルの予算の大部分はフォードによって提供されたものであり、もう1つの重要なスポンサーはルノーとの契約を結んだフランスの国営石油会社エルフであった。ティレルとフォードの関係は、シムカのサポートには障害となった。結局マトラとティレルのパートナーシップは終了した。
マトラは1970年シーズン、ジャン＝ピエール・ベルトワーズとアンリ・ペスカロロというフランス人ドライバーによるラインナップを選択した。

## レース戦歴

### 1970

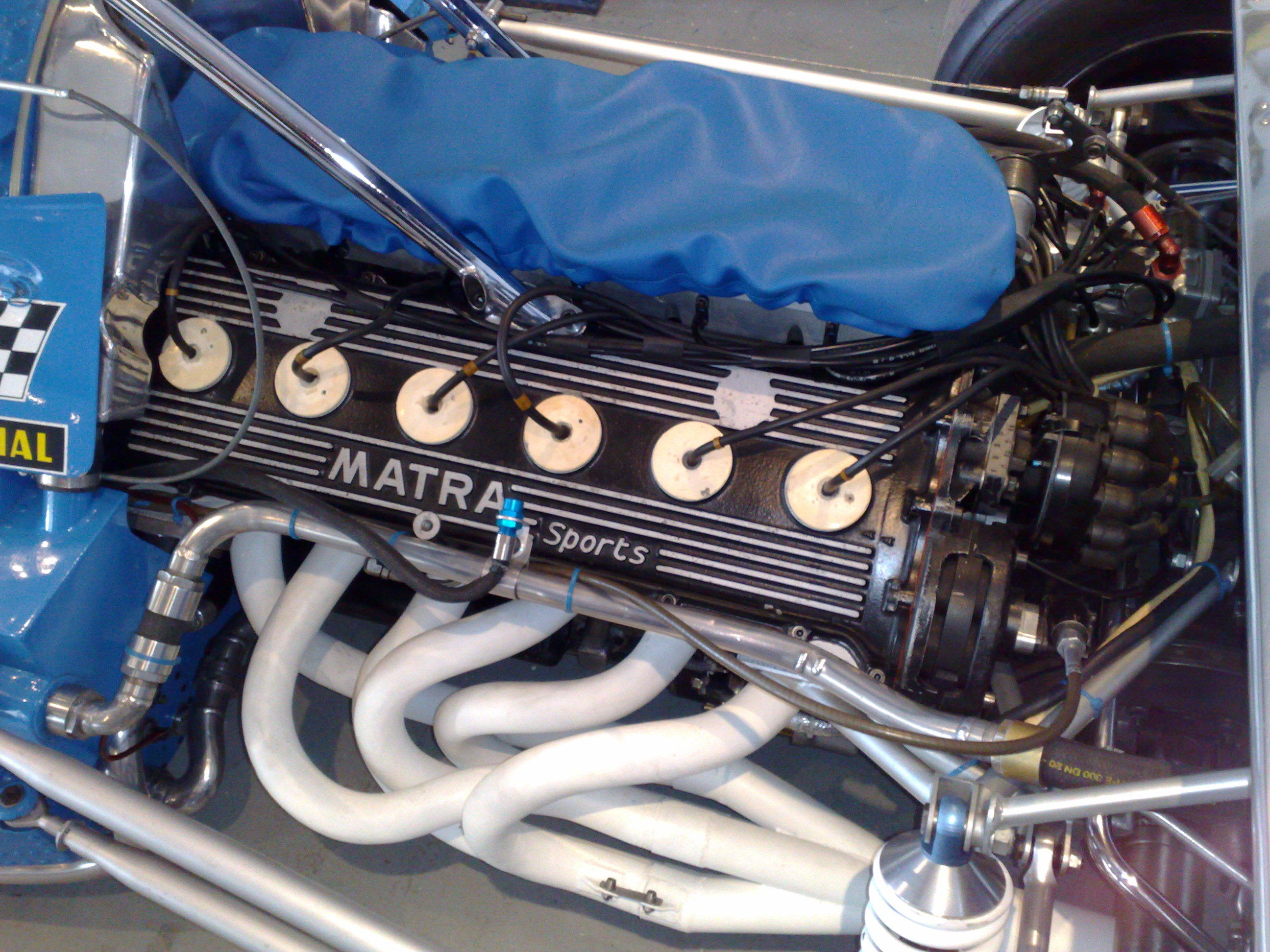
エンジン

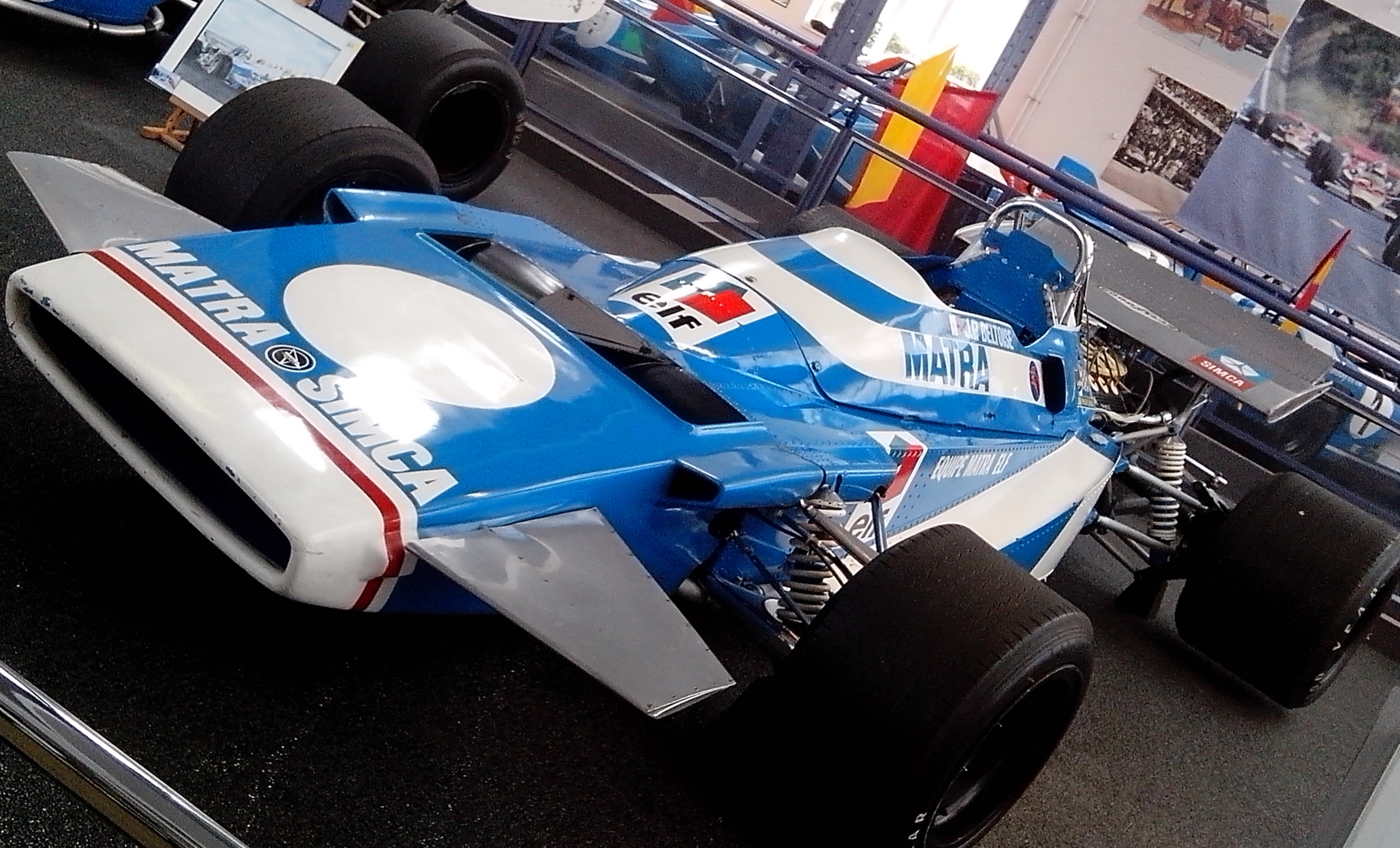
ジャン＝ピエール・ベルトワーズが寄贈したマトラ・MS120

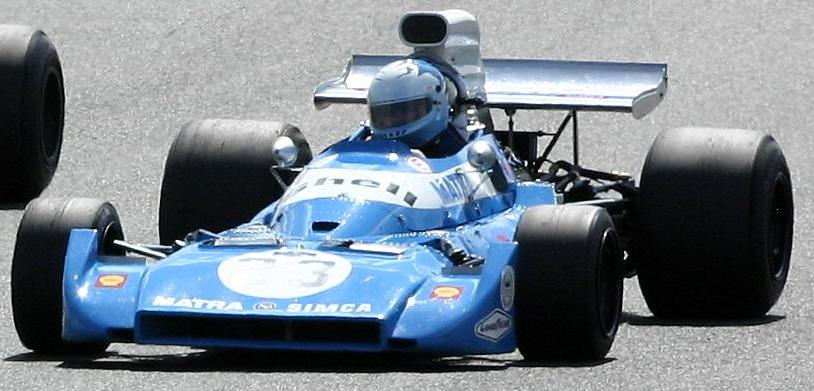
マトラ・MS120D

1970年の開幕戦南アフリカグランプリでベルトワーズは4位でフィニッシュしたものの、ペスカロロは7位に終わった。続くスペイングランプリは両者共にエンジントラブルでリタイアした。第3戦モナコではペスカロロが3位を獲得したが、ベルトワーズはディファレンシャルトラブルでリタイアとなった。ベルギーではベルトワーズが3位入賞したが、ペスカロロは電気系トラブルで6位に終わった。オランダグランプリはベルトワーズが5位、ペスカロロは8位となった。マトラおよびペスカロロのホームとなったフランスグランプリでは、ベルトワーズが5位となったが、ペスカロロは燃料切れで13位に終わった。イギリスグランプリではベルトワーズがホイールトラブル、ペスカロロはクラッシュで両者リタイアとなった。ドイツグランプリではペスカロロが6位に入ったが、ベルトワーズはサスペンショントラブルでリタイアとなった。オーストリアグランプリではベルトワーズが6位、ペスカロロが14位となった。イタリアグランプリではベルトワーズが3位を獲得したが、ペスカロロはエンジントラブルでリタイアした。カナダグランプリではペスカロロが7位、ベルトワーズが8位となった。アメリカグランプリではペスカロロが8位を獲得したが、ベルトワーズはハンドリングトラブルでリタイアとなった。最終戦メキシコグランプリでは観衆のコントロールができずに開催が1時間遅れたものの、ベルトワーズが5位、ペスカロロは9位となった。1971年シーズン、チームはペスカロロに代えてニュージーランド人ドライバーのクリス・エイモンを起用した。

### 1971
1971年シーズンのドライバーラインナップはベルトワーズが残留し、ペスカロロに代わってクリス・エイモンが起用された。マシンは改良が施され、マトラ・MS120Bとなった。ベルトワーズはマトラのスポーツカーチームが参戦した1971年のブエノスアイレス1000kmで多くのトラブルに見舞われた。このレースではフェラーリのイグナツィオ・ギュンティが事故で死亡し、ベルトワーズはその事故の原因を作ったことで国際ライセンスが一時停止された。エイモンはノンタイトル戦のアルゼンチングランプリで優勝し、開幕戦の南アフリカグランプリでは5位となった。第2戦のスペイングランプリでベルトワーズが復帰、6位に入り、エイモンは3位に入賞した。モナコグランプリは両者ともディファレンシャルのトラブルでリタイアとなった。オランダグランプリはベルトワーズが9位、エイモンはスピンオフでリタイアとなった。ホームグランプリとなったフランスグランプリではエイモンが5位、ベルトワーズが7位となった。イギリスグランプリではベルトワーズが7位となったが、エイモンはエンジントラブルでリタイアした。ドイツグランプリはエイモン1台のみのエントリーであったが、クラッシュでリタイアとなった。続くオーストリアグランプリをマトラは欠場し、イタリアグランプリは再びエイモンのみのエントリーとなった。エイモンはポールポジションを獲得し、決勝は6位となった。カナダグランプリでベルトワーズが復帰したがクラッシュでリタイアに終わり、エイモンは10位となった。最終戦のアメリカグランプリではベルトワーズが8位、エイモンは12位となった。
1972年、マトラはエイモンをエースドライバーとして起用し、ベルトワーズはBRMに移籍した。

### 1972

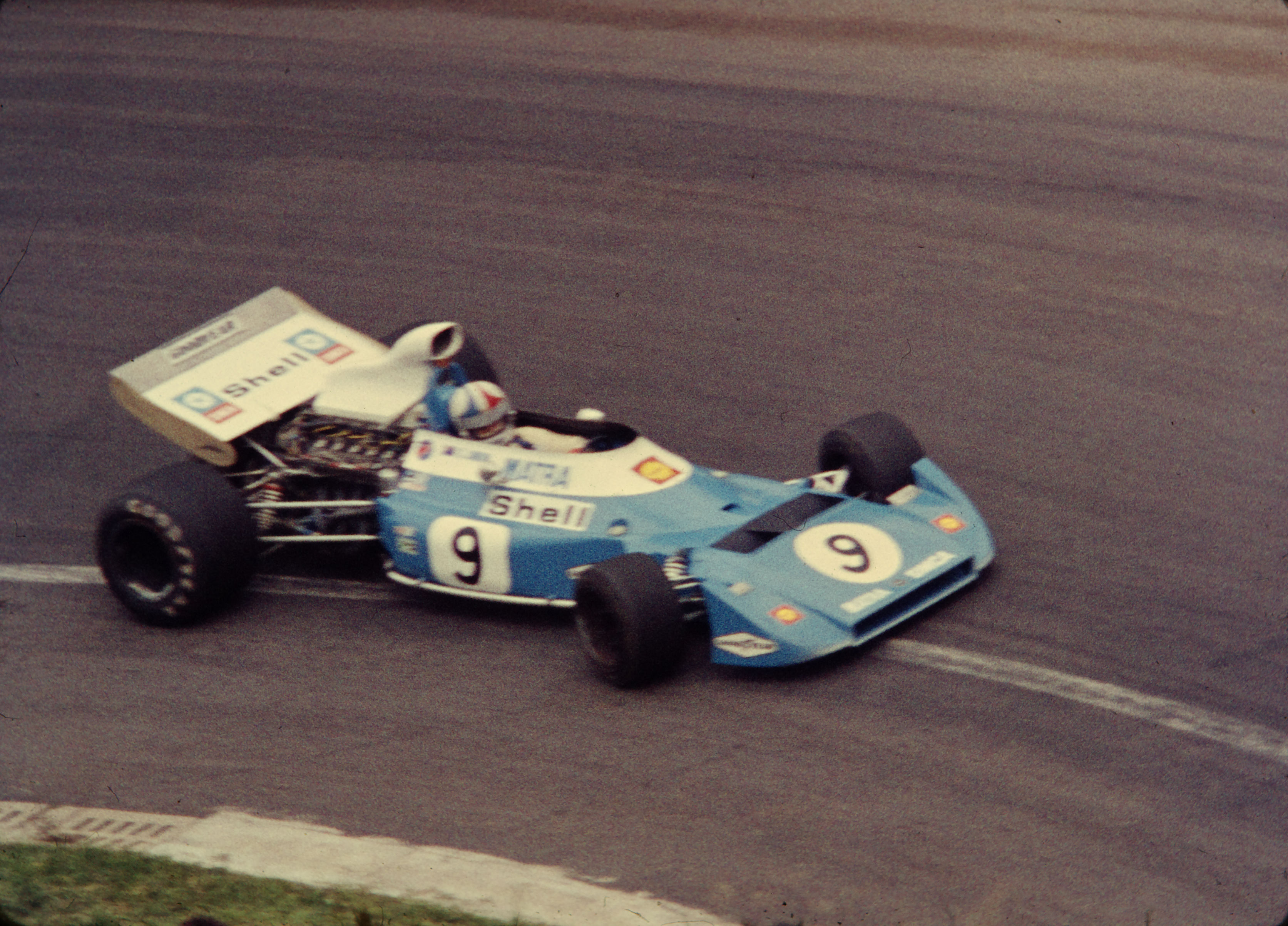
フランスGPでMS120Dを駆るエイモン

マトラは1台体制でクリス・エイモンをチームに留め、1972年仕様のマトラ・MS120Cをドライブさせた。マトラはシーズン中盤にはマトラ・MS120Dを投入する。開幕戦のアルゼンチングランプリでエイモンはウォーミングラップ中にギアボックスにトラブルが生じ、スタートできなかった。第2戦の南アフリカグランプリでは15位に終わり、続くスペイングランプリでは再びギアボックストラブルのためリタイアとなる。モナコグランプリ、ベルギーグランプリと連続して6位に入り、フランスグランプリでエイモンはMS120Dに乗り換えポールポジションを獲得、決勝ではパンクでピットインするまでレースをリード、コースに復帰後もラップレコードを記録し3位に入った。イギリスグランプリでは再びMS120Cを使用して4位に入り、ドイツグランプリはMS120Dで15位に終わった。オーストリアグランプリでは5位に入る。イタリアグランプリはブレーキトラブルのためリタイアとなる。カナダグランプリは6位となる。最終戦のアメリカグランプリでは15位に終わった。マトラはその後、ル・マンに集中するためフォーミュラ1から撤退した。

## F1における全成績
(key) （太字はポールポジション、斜体はファステストラップ）
| 年     | チーム                     | シャシー | タイヤ | ドライバー                     | 1   | 2   | 3   | 4   | 5   | 6   | 7   | 8   | 9   | 10  | 11  | 12  | 13  | ポイント | 順位 |
| ------ | -------------------------- | -------- | ------ | ------------------------------ | --- | --- | --- | --- | --- | --- | --- | --- | --- | --- | --- | --- | --- | -------- | ---- |
| 1970年 | エキップ・マトラ・エルフ   | MS120    | G      |                                | RSA | ESP | MON | BEL | NED | FRA | GBR | GER | AUT | ITA | CAN | USA | MEX | 23       | 7位  |
| 1970年 | エキップ・マトラ・エルフ   | MS120    | G      | ジャン＝ピエール・ベルトワーズ | 4   | Ret | Ret | 3   | 5   | 13  | Ret | Ret | 6   | 3   | 8   | Ret | 5   | 23       | 7位  |
| 1970年 | エキップ・マトラ・エルフ   | MS120    | G      | アンリ・ペスカロロ             | 7   | Ret | 3   | 6   | 8   | 5   | Ret | 6   | 14  | Ret | 7   | 8   | 9   | 23       | 7位  |
| 1971年 | エキップ・マトラ・スポール | MS120B   | G      |                                | RSA | ESP | MON | NED | FRA | GBR | GER | AUT | ITA | CAN | USA |     |     | 9        | 7位  |
| 1971年 | エキップ・マトラ・スポール | MS120B   | G      | クリス・エイモン               | 5   | 3   | Ret | Ret | 5   | Ret | Ret | DNA | 6   | 10  | 12  |     |     | 9        | 7位  |
| 1971年 | エキップ・マトラ・スポール | MS120B   | G      | ジャン＝ピエール・ベルトワーズ | DNA | 6   | Ret | 9   | 7   | 7   | DNA | DNA |     | Ret | 8   |     |     | 9        | 7位  |
| 1972年 | エキップ・マトラ・スポール | MS120C   | G      |                                | ARG | RSA | ESP | MON | BEL | FRA | GBR | GER | AUT | ITA | CAN | USA |     | 12       | 8位  |
| 1972年 | エキップ・マトラ・スポール | MS120C   | G      | クリス・エイモン               | DNS | 15  | Ret | 6   | 6   |     | 4   |     |     |     |     |     |     | 12       | 8位  |
| 1972年 | エキップ・マトラ・スポール | MS120D   | G      | クリス・エイモン               |     |     |     |     |     | 3   |     | 15  | 5   | Ret | 6   | 15  |     | 12       | 8位  |

## ノンタイトル戦における全成績
(key) （太字はポールポジション、斜体はファステストラップ）
| 年     | チーム                     | シャシー       | エンジン   | タイヤ | ドライバー                     | 1   | 2   | 3   | 4   | 5   | 6   | 7   | 8   |
| ------ | -------------------------- | -------------- | ---------- | ------ | ------------------------------ | --- | --- | --- | --- | --- | --- | --- | --- |
| 1970年 | エキップ・マトラ・エルフ   | マトラ・MS120  | マトラ V12 | G      |                                | ROC | INT | OUL |     |     |     |     |     |
| 1970年 | エキップ・マトラ・エルフ   | マトラ・MS120  | マトラ V12 | G      | ジャン＝ピエール・ベルトワーズ | Ret |     |     |     |     |     |     |     |
| 1971年 | エキップ・マトラ・スポール | マトラ・MS120B | マトラ V12 | G      |                                | ARG | ROC | QUE | SPR | INT | RIN | OUL | VIC |
| 1971年 | エキップ・マトラ・スポール | マトラ・MS120B | マトラ V12 | G      | クリス・エイモン               | 1   |     | 4   |     | 12  |     |     |     |
| 1971年 | エキップ・マトラ・スポール | マトラ・MS120B | マトラ V12 | G      | ジャン＝ピエール・ベルトワーズ |     |     |     |     | Ret |     |     |     |

## 参照
1. ↑  “Grand Prix results, South African GP 1970”. grandprix.com. 2015年12月21日閲覧。
2. ↑  “Grand Prix results, Spanish GP 1970”. grandprix.com. 2015年12月21日閲覧。
3. ↑  “Grand Prix results, Monaco GP 1970”. grandprix.com. 2015年12月21日閲覧。
4. ↑  “Grand Prix results, Belgian GP 1970”. grandprix.com. 2015年12月21日閲覧。
5. ↑  “Grand Prix results, Dutch GP 1970”. grandprix.com. 2015年12月21日閲覧。
6. ↑  “Grand Prix results, French GP 1970”. grandprix.com. 2015年12月21日閲覧。
7. ↑  “Grand Prix results, British GP 1970”. grandprix.com. 2015年12月21日閲覧。
8. ↑  “Grand Prix results, German GP 1970”. grandprix.com. 2015年12月21日閲覧。
9. ↑  “Grand Prix results, Austrian GP 1970”. grandprix.com. 2015年12月21日閲覧。
10. ↑  “Grand Prix results, Italian GP 1970”. grandprix.com. 2015年12月21日閲覧。
11. ↑  “Grand Prix results, Canadian GP 1970”. grandprix.com. 2015年12月21日閲覧。
12. ↑  “Grand Prix results, United States GP 1970”. grandprix.com. 2015年12月21日閲覧。
13. ↑  “Grand Prix results, Mexican GP 1970”. grandprix.com. 2015年12月21日閲覧。
14. ↑  “Grand Prix results, South African GP 1971”. grandprix.com. 2015年12月21日閲覧。
15. ↑  “Grand Prix results, Spanish GP 1971”. grandprix.com. 2015年12月21日閲覧。
16. ↑  “Grand Prix results, Monaco GP 1971”. grandprix.com. 2015年12月21日閲覧。
17. ↑  “Grand Prix results, Dutch GP 1971”. grandprix.com. 2015年12月21日閲覧。
18. ↑  “Grand Prix results, French GP 1971”. grandprix.com. 2015年12月21日閲覧。
19. ↑  “Grand Prix results, British GP 1971”. grandprix.com. 2015年12月21日閲覧。
20. ↑  “Grand Prix results, German GP 1971”. grandprix.com. 2015年12月21日閲覧。
21. ↑  “Grand Prix results, Italian GP 1971”. grandprix.com. 2015年12月21日閲覧。
22. ↑  “Grand Prix results, Canadian GP 1971”. grandprix.com. 2015年12月21日閲覧。
23. ↑  “Grand Prix results, United States GP 1971”. grandprix.com. 2015年12月21日閲覧。
24. ↑  “Grand Prix results, Argentine GP 1972”. grandprix.com. 2015年12月21日閲覧。
25. ↑  “Grand Prix results, South African GP 1972”. grandprix.com. 2015年12月21日閲覧。
26. ↑  “Grand Prix results, Spanish GP 1972”. grandprix.com. 2015年12月21日閲覧。
27. ↑  “Grand Prix results, Monaco GP 1972”. grandprix.com. 2015年12月21日閲覧。
28. ↑  “Grand Prix results, Belgian GP 1972”. grandprix.com. 2015年12月21日閲覧。
29. ↑  “Grand Prix results, French GP 1972”. grandprix.com. 2015年12月21日閲覧。
30. ↑  “Grand Prix results, British GP 1972”. grandprix.com. 2015年12月21日閲覧。
31. ↑  “Grand Prix results, German GP 1972”. grandprix.com. 2015年12月21日閲覧。
32. ↑  “Grand Prix results, Austrian GP 1972”. grandprix.com. 2015年12月21日閲覧。
33. ↑  “Grand Prix results, Italian GP 1972”. grandprix.com. 2015年12月21日閲覧。
34. ↑  “Grand Prix results, Canadian GP 1972”. grandprix.com. 2015年12月21日閲覧。
35. ↑  “Grand Prix results, United States GP 1972”. grandprix.com. 2015年12月21日閲覧。